# Francis Walker
Francis Walker (31 de julho de 1809 – 5 de outubro de 1874) foi um entomologista inglês.

## Carreira
Ele foi um dos autores mais prolíficos em entomologia e gerou polêmica durante sua vida posterior. No entanto, seu trabalho assíduo nas coleções do Museu Britânico teve grande significado.
Entre junho de 1848 e o final de 1873, Walker foi contratado por John Edward Gray, diretor do Museu Britânico, para catalogar seus insetos (exceto Coleoptera), ou seja, Orthoptera, Neuroptera, Hemiptera, Diptera, Lepidoptera e Hymenoptera. Walker realizou isso em grande parte e (Edwards, 1870) escreveu sobre o plano e, por implicação, aqueles que o implementaram: “É a ele [Gray] que o público deve a ajuda admirável para o estudo da história natural que foi proporcionada pela série de inventários, guias e nomenclaturas, cuja publicação começou, a seu pedido, no ano de 1844, e tem sido incessantemente prosseguida. Uma mera lista das várias sinopses impressas que surgiram a partir da sugestão do Dr. Gray de 1844 preencheria muitas páginas como a que o leitor tem agora diante dele. Nenhum trabalho literário traz tão pouco crédito quanto o trabalho do fabricante de catálogos. Nada melhor merece a gratidão dos estudiosos, bem como da massa geral de visitantes". Como resultado dos catálogos, uma imensa quantidade de material foi adicionada às coleções.
Colaborando com Alexander Henry Haliday, um amigo de longa data. Ele também era um amigo próximo de John Curtis. Walker era membro da Sociedade Entomológica. Os espécimes de Walker estão no Museu de História Natural de Londres; Departamento de Entomologia da Hope, Universidade de Oxford; o Museu Nacional da Irlanda, Dublin; Zoologische Staatssammlung München e Escola de Medicina, Cairo, Egito.

## Trabalhos
- Monographia Chalciditum. Hypolitus Balliére, 219, Regent Street, Londres, J. B.  Balliére, 13, Rue d' École de Médecine, Paris, J. and G. Weigel, Leipsig (Leipzig, Germany)(1839)
- Insecta Britannica Diptera 3 vols. Londres (1851-1856)

## Publicações

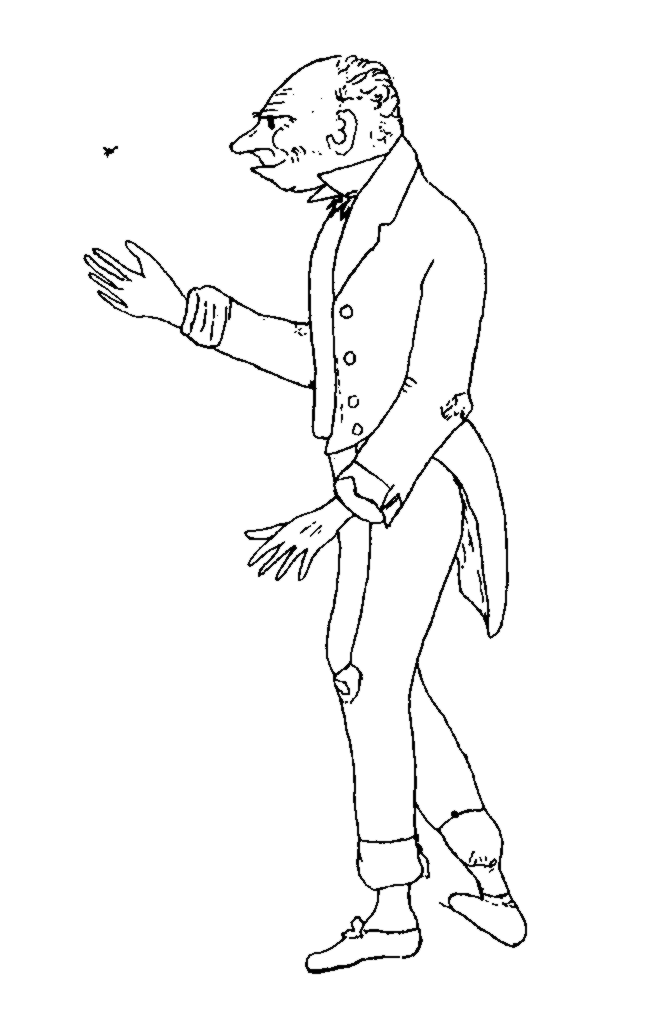
Caricatura de Francis Walker por A. G. Butler (1890)

- 1833. Monographia chalcidum (continuação da pág. 384). Ent Mag 1(5): 455-466.
- 1834. Monographia chalciditum (continuação da pág. 39). Ent Mag 2(2): 148-179.
- 1834. Monographia chalciditum (continuação da pág. 309). Ent Mag 2(4): 340-369.
- 1835. Characters of some undescribed New Holland Diptera. Ent Mag 2(5): 468-473.
- 1835. Monographia chalciditum (continuação da pág. 369). Ent Mag 2(5): 476-502.
- 1835. Monographia chalciditum (continued from Vol. II., page 502.). Ent Mag 3(1): 94-97.
- 1836. Monographia chalciditum (continued). Ent Mag 3(5): 465-496.
- 1838. Descriptions of British chalcidites. Ann Mag Nat Hist (1)1(4): 307-312.
- 1838. Descriptions of British chalcidites. [continuação da pág. 312] Ann Mag Nat Hist (1)1(5): 381-387.
- 1839. Monographia Chalciditum. Volume 1. Balliere, Londres. 333 pp.
- 1839. Monographia Chalciditum. Volume 2. Balliere, Londres. 100 pp.
- 1843. Description des Chalcidites trouv饳 au bluff de Saint-Jean, dans la Floride orientale; par MM. E. Doubleday et R. Forster. Premier m魯ire. Ann Soc Ent Fr (2)1: 145-162.
- 1846. Characters of some undescribed species of chalcidites. (continuação da pág. 115). Ann Mag Nat Hist (1)17(111): 177-185.
- 1846. Part I--Chalcidites. Pp. 1–100 In: List of the specimens of hymenopterous insects in the collection of the British Museum. Printed by order of the Trustees, Londres. vi + 237 pp.
- 1849. List of the specimens of dipterous insects in the collection of the British Museum. Part II. Printed by order of the Trustees [British Museum], Londres. 231-484 pp.
- 1849. List of the specimens of dipterous insects in the collection of the British Museum. Part III. Printed by order of the Trustees [British Museum], Londres. 485-687 pp.
- 1849. List of the specimens of dipterous insects in the collection of the British Museum. Part IV. Printed by order of the Trustees [British Museum], Londres. 689-1172 pp.
- 1850. Descriptions of aphides. (Continued from vol. v. p. 395). Ann Mag Nat Hist (2)6(31): 41-48.
- 1851. List of the specimens of homopterous insects in the collection of the British Museum. Part II. British Museum, Londres. 1188 pp.
- 1852. Diptera. Part I. Pp. 1–75 In: Insecta Saundersiana: or characters of undescribed species in the collection of William Wilson Saunders, Esq., F.R.S., F.L.S., &c. Vol. I. John Van Voorst, Londres. 474 pp.
- 1852. Diptera. Part IV. Pp. 253–414 In: Insecta Saundersiana: or characters of undescribed species in the collection of William Wilson Saunders, Esq., F.R.S., F.L.S., &c. Vol. I. John Van Voorst, Londres. 474 pp.
- 1852. List of the specimens of homopterous insects in the collection of the British Museum. Part IV. British Museum, Londres. 1188 pp.
- 1853. Catalogue of the specimens of neuropterous insects in the collection of the British Museum. Part II. - Sialides-Nemopterides. British Museum, Londres. 193-476 pp.
- 1853. Catalogue of the specimens of neuropterous insects in the collection of the British Museum. Part III. - (Termitidae-Ephemeridae). British Museum, Londres. 477-585 pp.
- 1855. List of the specimens of lepidopterous insects in the collection of the British Museum. Part V. Lepidoptera Heterocera. British Museum (Natural History), Londres. 977-1257 pp.
- 1856. Diptera. Part V. Pp. 415–474 In: Insecta Saundersiana: or characters of undescribed species in the collection of William Wilson Saunders, Esq., F.R.S., F.L.S., &c. Vol. I. John Van Voorst, Londres. 474 pp.
- 1856. List of the specimens of lepidopterous insects in the collection of the British Museum. Part X.--Noctuidae. British Museum (Natural History), Londres. 253-491 pp.
- 1856. List of the specimens of lepidopterous insects in the collection of the British Museum. Part IX.--Noctuidae. British Museum (Natural History), Londres. 1-252 pp.
- 1857. Catalogue of the dipterous insects collected at Singapore and Malacca by Mr. A.R. Wallace, with descriptions of new species. J Proc Linn Soc Lond Zool 1: 4-39.
- 1857. Catalogue of the dipterous insects collected at Sarawak, Borneo by Mr. A.R. Wallace, with descriptions of new species. J Proc Linn Soc Lond Zool 1: 105-136.
- 1857: Catalogue of the homopterous insects collected at Sarawak, Borneo, by Mr. A.R. Wallace, with description of new species. J Proc Linn Soc Lond Zool 1: 141-175.
- 1857. List of the specimens of lepidopterous insects in the collection of the British Museum. Part XIII.--Noctuidae. British Museum (Natural History), Londres. 983-1236 pp.
- 1858. Characters of some apparently undescribed Ceylon insects. Ann Mag Nat Hist (3)2(9): 202-209.
- 1858. Characters of some apparently undescribed Ceylon insects. (continuação da pág. 209). Ann Mag Nat Hist (3)2(10): 280-286.
- 1858. List of the specimens of lepidopterous insects in the collection of the British Museum. Part XIV.--Noctuidae. British Museum (Natural History), Londres. .
- 1858. List of the specimens of lepidopterous insects in the collection of the British Museum. Part XV.--Noctuidae. British Museum (Natural History), Londres. 1521-1888 pp.
- 1858. List of the specimens of lepidopterous insects in the collection of the British Museum. Part XVI.--Deltoides. British Museum (Natural History), Londres. 1-253 pp.
- 1858. Characters of undescribed Diptera in the collection of W.W. Saunders, Esq., F.R.S., &c. Trans Ent Soc Lond (2)4(6): 190-235.
- 1859. Characters of some apparently undescribed Ceylon insects. (continuação da pág. 56). Ann Mag Nat Hist (3)3(16): 258-265.
- 1859. Catalogue of dipterous insects collected in the Aru Islands by Mr. A.R. Wallace, with descriptions of new species. J Proc Linn Soc Lond Zool 3: 77-131.
- 1859. Catalogue of the dipterous insects collected at Makessar in Celebes by Mr. A.R. Wallace, with descriptions of new species. J Proc Linn Soc Lond Zool 4: 90-172.
- 1859. List of the specimens of lepidopterous insects in the collection of the British Museum. Part XVII.--Pyralides. British Museum (Natural History), Londres. 255-508 pp.
- 1859. List of the specimens of lepidopterous insects in the collection of the British Museum. Part XIX.--Pyralides. British Museum (Natural History), Londres. 799-1036 pp.
- 1860 Characters of some apparently undescribed Ceylon insects. Annals and Magazine of Natural History. Volume: 5, Series 3, Pages: 304-311 full text
- 1861. Catalogue of the dipterous insects collected at Amboyna by Mr. A.R. Wallace, with descriptions of new species. J Proc Linn Soc Lond Zool 5: 144-168.
- 1861. List of the specimens of lepidopterous insects in the collection of the British Museum. Part XXII.--Geometrites (continued). British Museum (Natural History), Londres. 499-755.
- 1861. List of the specimens of Lepidopterous insects in the collection of the British Museum. Part XVIII.--Geometrites. British Museum (Natural History), Londres. 757-1020 pp.
- 1862. Catalogue of the heterocerous lepidopterous insects collected at Sarawak, in Borneo, by Mr. A.R. Wallace, with descriptions of new species. (Continued from page 145). J Proc Linn Soc Lond Zool 6: 171-198.
- 1863. List of the specimens of lepidopterous insects in the collection of the British Museum. Part XXVII. Crambites & Tortricites. British Museum (Natural History), Londres. 1-286 pp.
- 1863. List of the specimens of lepidopterous insects in the collection of the British Museum. Part XXVIII. Tortricites & Tineites. British Museum (Natural History), Londres. 287-561 pp.
- 1864. List of the specimens of lepidopterous insects in the collection of the British Museum. Part XXIX. Tineites. British Museum (Natural History), Londres. 533-835 pp.
- 1864. List of the specimens of lepidopterous insects in the collection of the British Museum. Part XXX. Tineites. British Museum (Natural History), Londres. 837-1096 pp.
- 1865. Descriptions of new species of the dipterous insects of New Guinea. J Linn Soc Lond Zool 8: 102-130.
- 1865. Descriptions of new species of the dipterous insects of New Guinea. J Proc Linn Soc Lond Zool 8: 102-130.
- 1865. List of the specimens of lepidopterous insects in the collection of the British Museum. Part XXXII. Supplement.--Part 2. British Museum (Natural History), Londres. 323-706 pp.
- 1866. List of the specimens of lepidopterous insects in the collection of the British Museum. Part XXXIV. Supplement.--Part 4. British Museum (Natural History), Londres. 1121-1533 pp.
- 1866. Appendix. A list of mammals, birds, insects, reptiles, fishes, shells, annelides, and Diatomaceae, collected by myself in British Columbia and Vancouver Island, with notes on their habits. [List of Coleoptera]. Pp. 309–334 In: J.K. Lord. The naturalist in Vancouver Island and British Columbia. Richard Bentley, Londres. 375 pp.
- 1868. Catalogue of the specimens of Blattariae in the collection of the British Museum. Printed for the Trustees of the British Museum, Londres. 239 pp.
- 1869. Catalogue of the specimens of Dermaptera saltatoria and supplement to the Blattariae in the collection of the British Museum [Part I.] British Museum, Londres. 1-224 pp.
- 1869. Catalogue of the specimens of Dermaptera saltatoria in the collection of the British Museum. Part II. [Locustidae (contd.).] British Museum, Londres. 225-423 pp.
- 1870. Catalogue of the specimens of Dermaptera saltatoria in the collection of the British Museum. Part III. [Locustidae (contd.), Acrididae.] British Museum, Londres. 425-604 pp.
- 1871. Notes on Chalcidiae. Part I. Eurytomidae. E.W. Janson, Londres. 1-17 pp.
- 1872. Catalogue of the specimens of heteropterous Hemiptera in the collection of the British Museum. 5. Printed for the Trustees of the British Museum, Londres. 1-202 pp.